# Dipsina multimaculata
Dipsina multimaculata är en ormart som beskrevs av Smith 1847. Dipsina multimaculata är ensam i släktet Dipsina. Inga underarter finns listade i Catalogue of Life.
Arten ingår enligt Catalogue of Life i familjen snokar och enligt Reptile Database i familjen Psammophiidae.
Dipsina multimaculata blir upp till 32 cm lång. Halsen är inte lika tjock som huvudet och de mjuka fjällen bildar 17 rader. Fjällens grundfärg är på ovansidan ljusbrun, grå eller brun med inslag av rosa. Mörkare ställen bildar mer eller mindre breda tvärstrimmor. Kroppens undersida har en vit till gulrosa färg med några mörkare punkter. Ormens ögon är stora med runda pupiller.
Denna orm förekommer i Namibia, västra Botswana samt västra och centrala Sydafrika. Den vistas i sandiga och klippiga områden och gömmer sig ofta mellan stenar eller bakom buskar. Arten jagar främst mindre ödlor. Den är inte farlig för människor men den försvarar sig med samma rörelser som huggormen Bitis caudalis. De 2 till 4 äggen kläcks efter cirka 53 dagar och nyckläckta ungar är 11,5 till 12,5 cm långa.